# عبد القادر محمد مايو
عبد القادر محمد مايو يعرف أيضًا بـقدري مايو (1935)   شاعر وعالم أدبي ولغوي وكاتب قصصي سوري. ولد في حلب ونشأ بها. مجاز في اللغة العربية من جامعة دمشق في 1958 وفي الحقوق من جامعة حلب، 1976. عمل مدرّسًا مدّة في سوريا ومصر والكويت والسعودية، ثم محاميًا ثم تفرّغ للبحث والتأليف. له دواوين شعرية ومؤلفات عديدة في اللغة والنحو الأدب.

## سيرته
ولد عبد القادر محمد مايوفي عام 1935م/1354 هـ في حلب القديمة ونشأ بها. حصل على إجازة في اللغة العربية وآدابها من جامعة دمشق، وعلى مؤهل في التربية وعلم النفس عام 1958، والإجازة في الحقوق من جامعة حلب عام 1967 اختصاص منظمات دولية. ثم عمل مدرساً بالمرحلتين الثانوية والجامعية بين 57 - 1988 في كل من سوريا ومصر والكويت والسعودية. كما أسندت إليه بعض الأعمال الإدارية، مثل إدارة ثانوية المأمون الرسمية بحلب. مارس المحاماة، ثم تفرغ للتأليف والبحث.

## جوائزه
- 1958 - 1959: معهد الحرية بالإسكندرية
- 1984 - 1986: نادي الطائف الأدبي
- 1987: وزارة المعارف السعودية
- 1988 : صحيفة البعث السورية

## مؤلفاته
من دواوينه الشعرية:
- هموم صريع الغواني، 1975
- موت ميت حياة، 1976
- موسم الهجرة إلى الجنوب، 1977

من مؤلفاته في اللغة والنحو والأدب:
- علم الصرف:أبنية المشتقات
- علم العروض والقافية: الأرجاز من البحور
- علم البلاغة العربية: الاستعارة
- الأسلوب اللفظي
- الاسم المنبي
- الاسم المعرب
- الاسم المنوّن وغير المنوّن
- علم الصرف: أسماء الأصوات وأسماء الأفعال
- علم البلاغة العربية: الإسناد
- الإطار العام والخاص للنصّ
- علم النحو العربي: إعراب الجمل وأشباه الجمل
- علم الصرف:الإعلال والإبدال
- الإملاء المبسّط
- الإنشاء المبسّط
- علم البلاغة العربية

من أدبه القصصي:
- جنازة مالك الحزين، مجموعة قصصية
- ملف القضية 77، رواية
- وتستمر الحياة، رواية

وله شروح على دواوين:
- ديوان الشماخ بن ضرار
- النابغة الشيباني
- كثير عزة
- عمر بن ابي ربيعة
- ابن الرومي
- ناصح الدين الارجاني